# Le Russey
Le Russey est une commune française située dans le département du Doubs, la région culturelle et historique de Franche-Comté et la région administrative Bourgogne-Franche-Comté. La commune est intégrée au parc naturel régional du Doubs Horloger.Les habitants se nomment les Russéens.

## Géographie

### Toponymie
Le Ruissel en 1325 ; Li Ruisset en 1337 ; Li Ruissex en 1338 ; Le Ruyssel en 1429 ; Russey en 1430 ; Le Russel en 1533 ; Russel en 1669.
Le Russey (prononciation locale : « russé » ʁyse) est situé sur le plateau de Maîche, dans l'est du département du Doubs à proximité de la Suisse, à près de 1 000 mètres d'altitude, ce qui lui vaut un climat rude et enneigé.

### Climat
Pour des articles plus généraux, voir Climat de la Bourgogne-Franche-Comté et Climat du Doubs.
En 2010, le climat de la commune est de type climat de montagne, selon une étude du Centre national de la recherche scientifique s'appuyant sur une série de données couvrant la période 1971-2000. En 2020, Météo-France publie une typologie des climats de la France métropolitaine dans laquelle la commune est exposée à un climat de montagne ou de marges de montagne et est dans la région climatique  Jura, caractérisée par une forte pluviométrie en toutes saisons (1 000 à 1 500 mm/an), des hivers rigoureux et un ensoleillement médiocre. 
Pour la période 1971-2000, la température annuelle moyenne est de 7,2 °C, avec une amplitude thermique annuelle de 16,5 °C. Le cumul annuel moyen de précipitations est de 1 442 mm, avec 13,3 jours de précipitations en janvier et 11,3 jours en juillet. Pour la période 1991-2020, la température moyenne annuelle observée sur la station météorologique installée sur la commune est de 7,9 °C et le cumul annuel moyen de précipitations est de 1 667,0 mm. 
La température maximale relevée sur cette station est de 36 °C, atteinte le 25 juillet 2019 ; la température minimale est de −32 °C, atteinte le 9 janvier 1985,,. 
| Mois                                  | jan.           | fév.            | mars         | avril          | mai           | juin        | jui.            | août            | sep.            | oct.           | nov.             | déc.             | année    |
| ------------------------------------- | -------------- | --------------- | ------------ | -------------- | ------------- | ----------- | --------------- | --------------- | --------------- | -------------- | ---------------- | ---------------- | -------- |
| Température minimale moyenne (°C)     | −4,8           | −4,9            | −1,9         | 1              | 5             | 8,7         | 10,6            | 10,2            | 6,6             | 3,6            | −0,7             | −3,4             | 2,5      |
| Température moyenne (°C)              | −0,3           | 0,1             | 3,5          | 6,9            | 10,9          | 14,7        | 16,7            | 16,5            | 12,5            | 9              | 3,8              | 0,8              | 7,9      |
| Température maximale moyenne (°C)     | 4,3            | 5,1             | 8,9          | 12,8           | 16,8          | 20,8        | 22,8            | 22,8            | 18,3            | 14,4           | 8,4              | 5                | 13,4     |
| Record de froid (°C) date du record   | −32 09.01.1985 | −25 01.02.03    | −25 01.03.05 | −13 21.04.1991 | −8 05.05.1979 | −2 10.06.05 | −0,7 18.07.1970 | −0,8 29.08.1963 | −4,9 25.09.1972 | −12,5 25.10.03 | −19,8 30.11.1969 | −25,1 10.12.1967 | −32 1985 |
| Record de chaleur (°C) date du record | 19,5 30.01.02  | 20,5 20.02.1998 | 24 31.03.21  | 26,5 28.04.12  | 30,5 24.05.09 | 35 27.06.19 | 36 25.07.19     | 36 13.08.03     | 30,5 10.09.23   | 28,3 08.10.23  | 24 08.11.15      | 18,5 24.12.12    | 36 2019  |
| Précipitations (mm)                   | 138            | 120             | 120,7        | 117,4          | 153,7         | 144,3       | 146,7           | 147,8           | 125,2           | 140,1          | 144,7            | 168,4            | 1 667    |

| Diagramme climatique                                  |            |              |            |            |              |               |               |              |              |              |            |
| J                                                     | F          | M            | A          | M          | J            | J             | A             | S            | O            | N            | D          |
| 4,3−4,8138                                            | 5,1−4,9120 | 8,9−1,9120,7 | 12,81117,4 | 16,85153,7 | 20,88,7144,3 | 22,810,6146,7 | 22,810,2147,8 | 18,36,6125,2 | 14,43,6140,1 | 8,4−0,7144,7 | 5−3,4168,4 |
| Moyennes : • Temp. maxi et mini °C • Précipitation mm |            |              |            |            |              |               |               |              |              |              |            |

Les paramètres climatiques de la commune ont été estimés pour le milieu du siècle (2041-2070) selon différents scénarios d'émission de gaz à effet de serre à partir des nouvelles projections climatiques de référence DRIAS-2020. Ils sont consultables sur un site dédié publié par Météo-France en novembre 2022.

## Urbanisme

### Typologie
Au 1er janvier 2024, Le Russey est catégorisée bourg rural, selon la nouvelle grille communale de densité à 7 niveaux définie par l'Insee en 2022.
Elle appartient à l'unité urbaine du Le Russey, une unité urbaine monocommunale constituant une ville isolée,. Par ailleurs la commune fait partie de l'aire d'attraction de Morteau, dont elle est une commune de la couronne,. Cette aire, qui regroupe 21 communes, est catégorisée dans les aires de moins de 50 000 habitants,.

### Occupation des sols
L'occupation des sols de la commune, telle qu'elle ressort de la base de données européenne d’occupation biophysique des sols Corine Land Cover (CLC), est marquée par l'importance des territoires agricoles (58,9 % en 2018), en diminution par rapport à 1990 (61,1 %). La répartition détaillée en 2018 est la suivante : 
prairies (44,8 %), forêts (25 %), zones agricoles hétérogènes (14,1 %), milieux à végétation arbustive et/ou herbacée (9,4 %), zones urbanisées (6,7 %). L'évolution de l’occupation des sols de la commune et de ses infrastructures peut être observée sur les différentes représentations cartographiques du territoire : la carte de Cassini (XVIIIe siècle), la carte d'état-major (1820-1866) et les cartes ou photos aériennes de l'IGN pour la période actuelle (1950 à aujourd'hui).

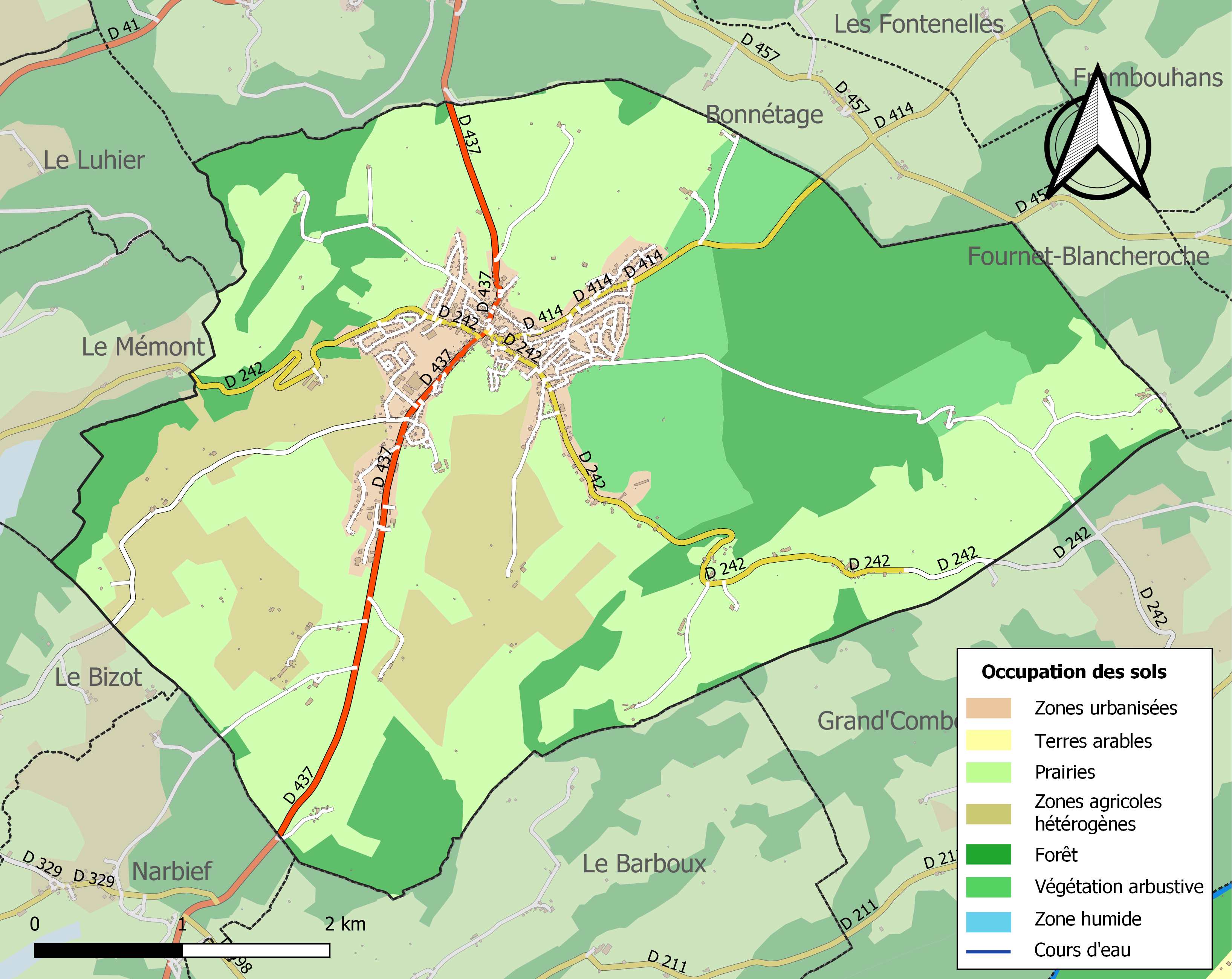
Carte des infrastructures et de l'occupation des sols de la commune en 2018 (CLC).

## Le Russey aujourd'hui

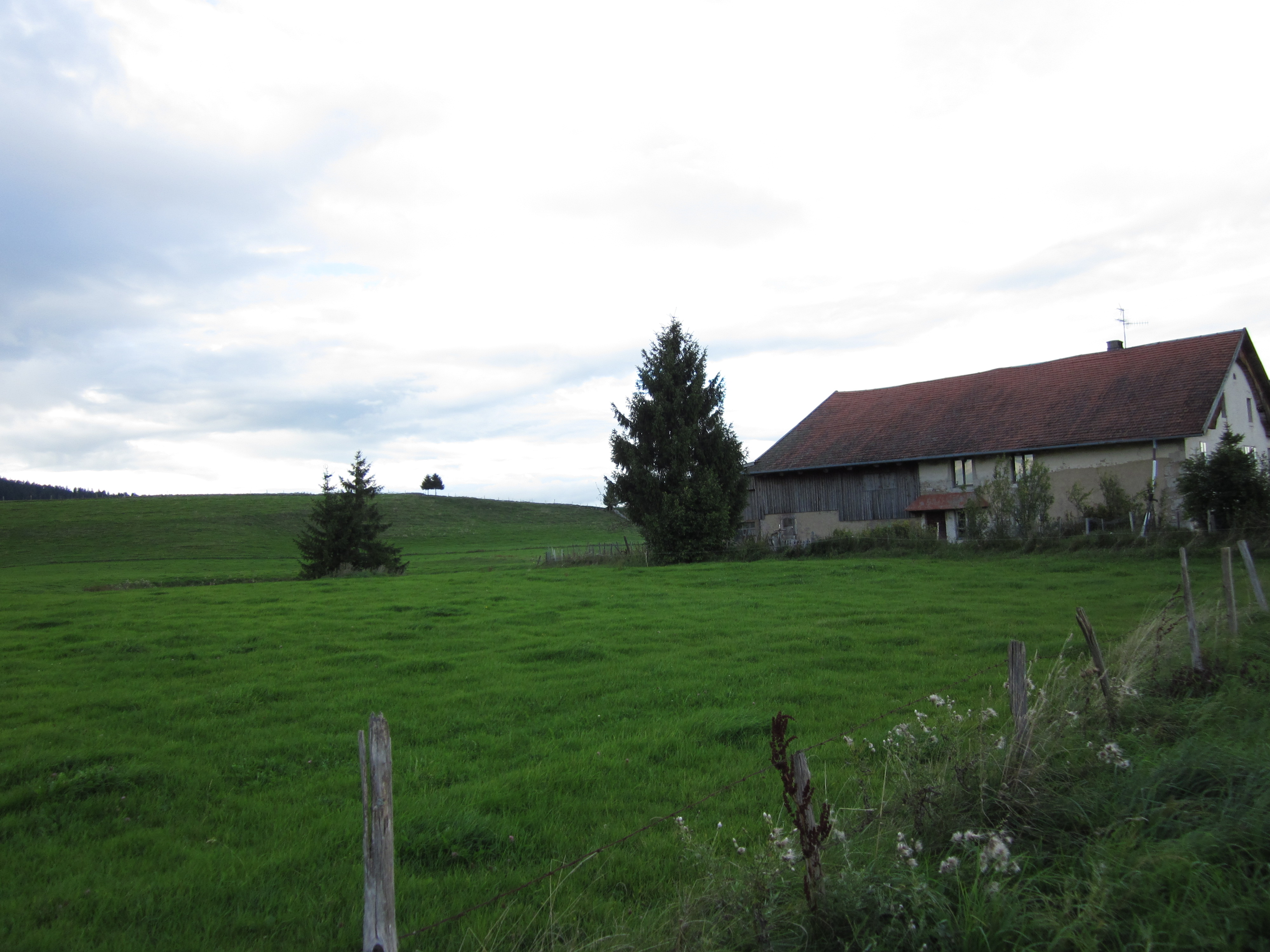
Le Russey - ferme et paysage.

Le Russey est une commune agricole et forestière qui occupe un territoire défriché à partir de l'an mille. L'élevage bovin y est prédominant : les vaches laitières de race montbéliarde fournissent le lait transformé en fromage de comté.
Le bourg, dont le centre est occupé par des commerces, est en extension : on y voit, à côté de nombreuses fermes toujours en activité, un nombre croissant de maisons récentes dont les occupants vont pour une part travailler dans les divers ateliers d'horlogerie de la région ou en Suisse toute proche. Cette partie du Haut-Doubs a été le berceau de l’industrie horlogère française et se définit comme le Pays Horloger.

## Histoire
L'histoire du Russey a été assez tourmentée avec les massacres de 1476 lors des entreprises guerrières de Charles le Téméraire puis le lent repeuplement au XVIe siècle, en particulier par des familles catholiques suisses fuyant les cantons réformés. Le XVIIe siècle sera marqué quant à lui par diverses épidémies de peste et par les destructions de la guerre de Dix Ans.
Au moment de la Révolution française, c'est dans la commune que fut arrêté le 2 frimaire an II (22 novembre 1793) le conventionnel Jean-Baptiste Noël alors qu'il tentait de rejoindre la Suisse. A l'automne 1793, la région très catholique a connu des troubles sévèrement réprimés qui lui ont valu le nom de « Petite Vendée ». Des tensions, moins graves cependant, se feront de nouveau jour après la loi sur la séparation des Églises et de l'État lors des inventaires de 1906.
On peut relever aussi une page sombre de la guerre de 1870 : en janvier 1871, les débris de l’armée de Bourbaki en retraite vers la Suisse cantonnèrent plusieurs jours au Russey avant de franchir la frontière.

## Politique et administration

### Liste des maires
| Période                                  | Période   | Identité              | Étiquette    | Qualité |
| ---------------------------------------- | --------- | --------------------- | ------------ | --- |
| 1791                                     | ?         | Charles-Joseph Renaud | -            | - |
| Les données manquantes sont à compléter. |           |                       |              | |
| mars 1959                                | mars 1977 | Robert Schwint        | SFIO puis PS | Instituteur puis principal de collège Sénateur du Doubs (1971 → 1988) Conseiller général du canton de Besançon-Planoise (1976 → 1982)   |
| 1977                                     | 1986      | ?                     |              | |
| 1986                                     | mars 2001 | Pierre Magnin-Feysot  | PS           | Professeur d'histoire-géographie Conseiller régional de Franche-Comté (1998 → 2015) Vice-président du conseil régional (2004 → 2015)    |
| mars 2001                                | mai 2020  | Gilles Robert         | PS           | Professeur d'histoire-géographie Conseiller général du canton du Russey (2011 → 2015) Président de la CC du Plateau du Russey (2014 → ) |
| mai 2020                                 | En cours  | Manuela Rambaud       | SE-DVG       | 1re vice-présidente de la CC du Plateau du Russey (2020 → )                                                                             |

## Démographie
L'évolution du nombre d'habitants est connue à travers les recensements de la population effectués dans la commune depuis 1793. Pour les communes de moins de 10 000 habitants, une enquête de recensement portant sur toute la population est réalisée tous les cinq ans, les populations de référence des années intermédiaires étant quant à elles estimées par interpolation ou extrapolation. Pour la commune, le premier recensement exhaustif entrant dans le cadre du nouveau dispositif a été réalisé en 2004.

En 2022, la commune comptait 2 546 habitants, en évolution de +10,79 % par rapport à 2016 (Doubs : +1,88 %, France hors Mayotte : +2,11 %).
| 1793  | 1800 | 1806 | 1821 | 1831  | 1836  | 1841  | 1846  | 1851  |
| ----- | ---- | ---- | ---- | ----- | ----- | ----- | ----- | ----- |
| 1 015 | 925  | 864  | 881  | 1 019 | 1 009 | 1 069 | 1 180 | 1 116 |

| 1856  | 1861  | 1866  | 1872  | 1876  | 1881  | 1886  | 1891  | 1896  |
| ----- | ----- | ----- | ----- | ----- | ----- | ----- | ----- | ----- |
| 1 063 | 1 147 | 1 373 | 1 252 | 1 313 | 1 407 | 1 327 | 1 300 | 1 248 |

| 1901  | 1906  | 1911  | 1921  | 1926  | 1931  | 1936  | 1946  | 1954  |
| ----- | ----- | ----- | ----- | ----- | ----- | ----- | ----- | ----- |
| 1 373 | 1 303 | 1 358 | 1 366 | 1 329 | 1 350 | 1 216 | 1 329 | 1 498 |

| 1962  | 1968  | 1975  | 1982  | 1990  | 1999  | 2004  | 2006  | 2009  |
| ----- | ----- | ----- | ----- | ----- | ----- | ----- | ----- | ----- |
| 1 529 | 1 646 | 1 732 | 1 771 | 1 824 | 1 917 | 1 930 | 1 954 | 2 054 |

| 2014  | 2019  | 2022  | - | - | - | - | - | - |
| ----- | ----- | ----- | - | - | - | - | - | - |
| 2 256 | 2 408 | 2 546 | - | - | - | - | - | - |

## Culture et patrimoine

### Monuments
- L'hôtel de ville du Russey, construit au XIXe siècle, inscrit aux monuments historiques le  30 octobre 2002[22].
- L'église Saint-Nicolas.
- La chapelle Saint-Roch.

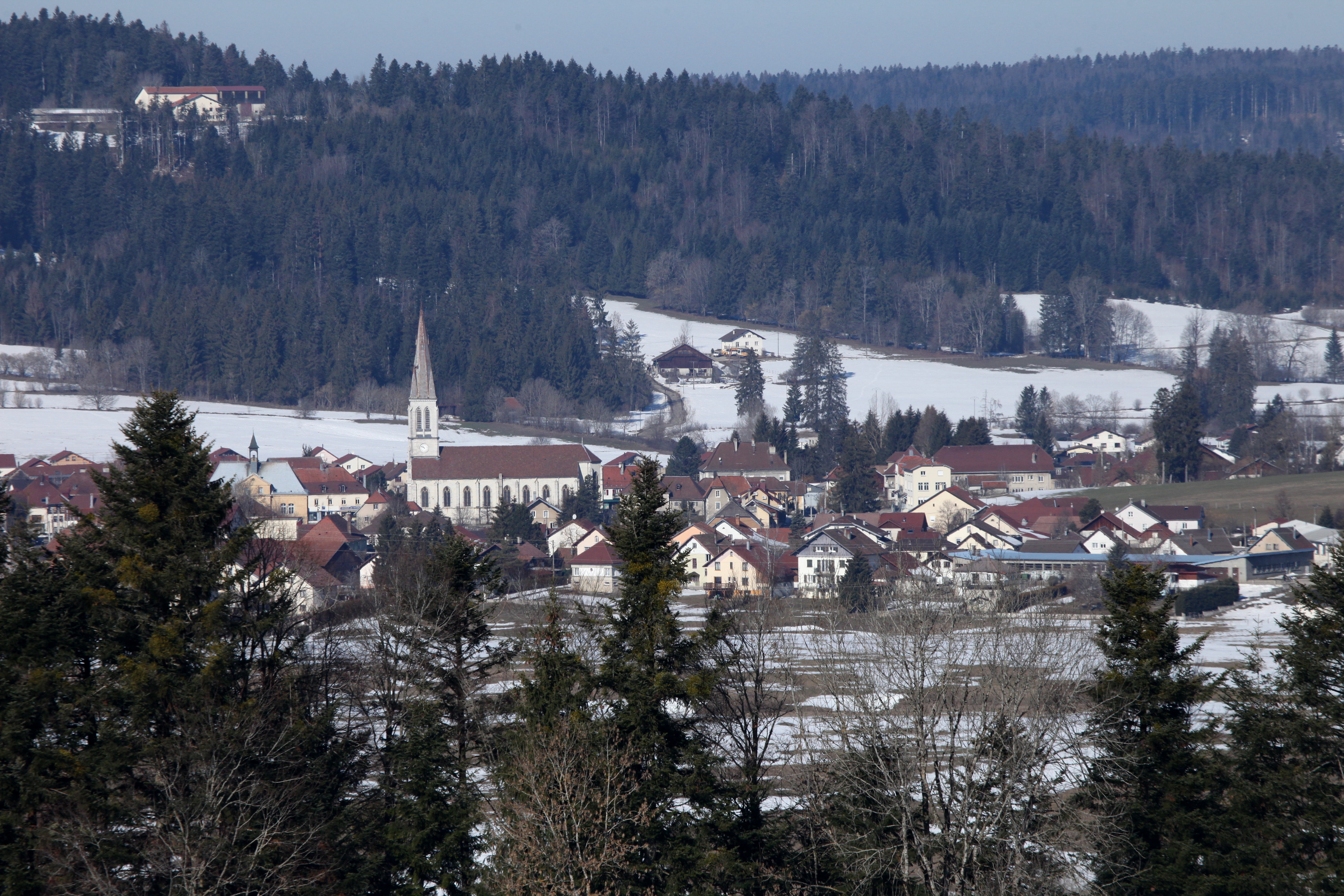
Vue générale.
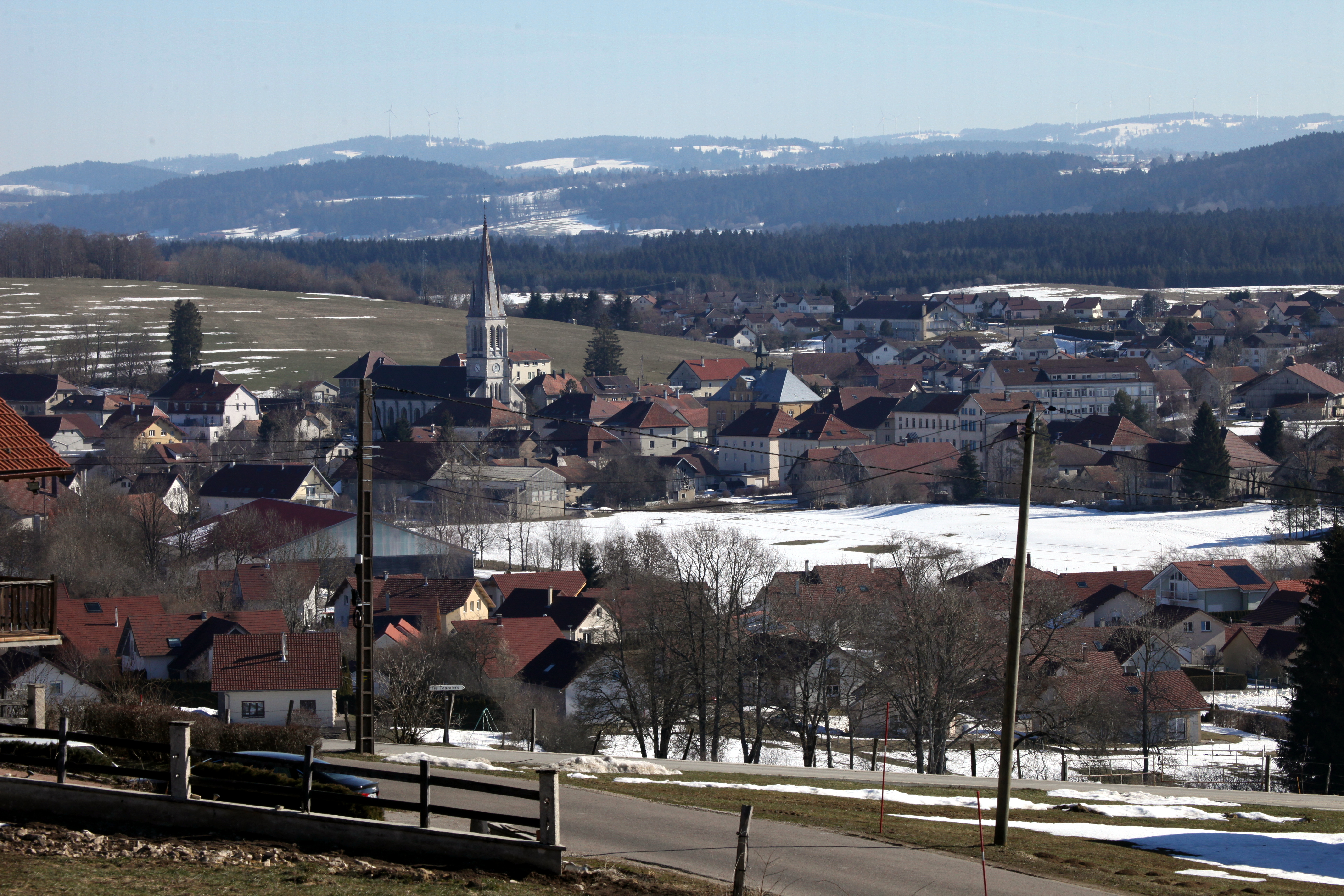
Vue générale.
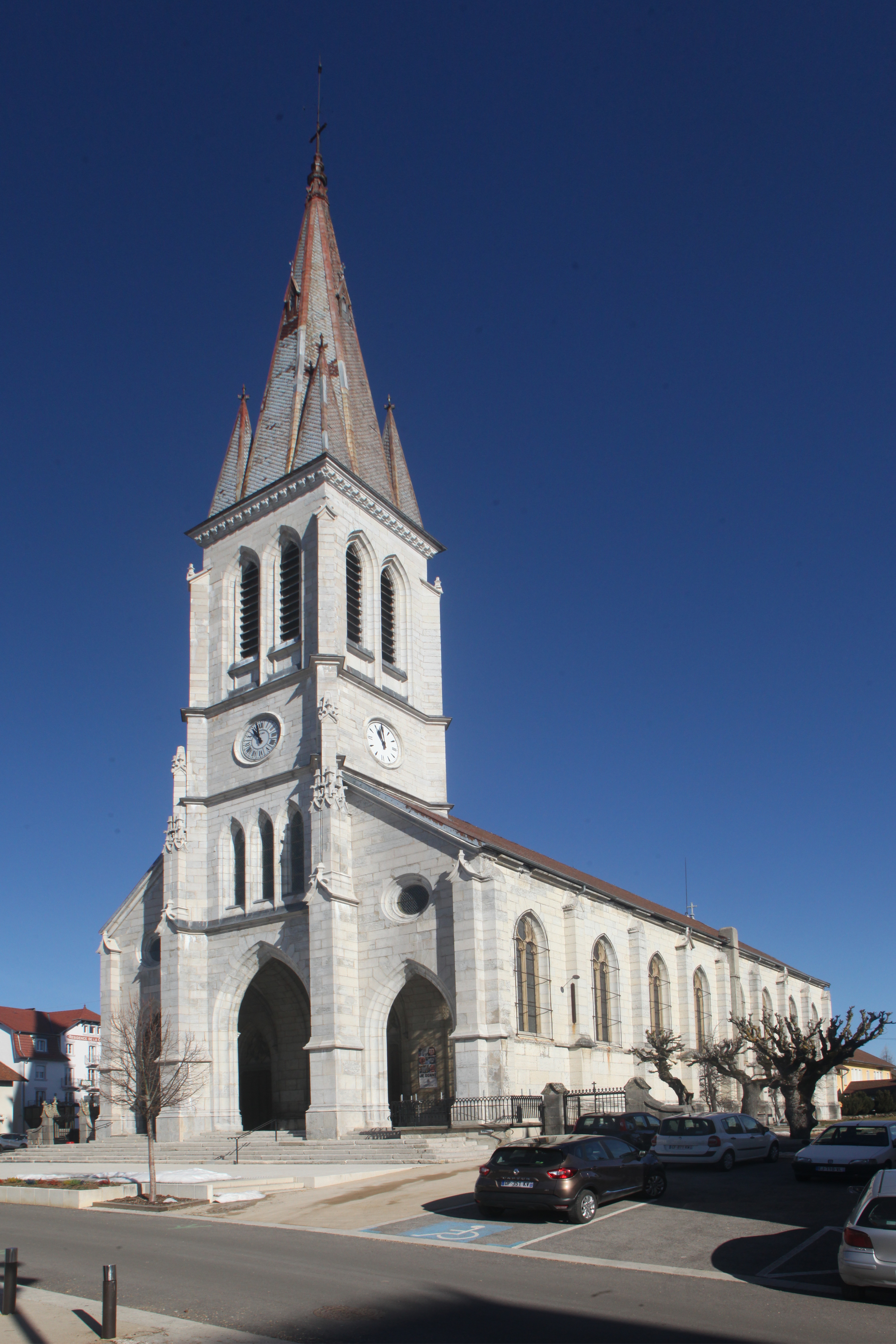
L'église saint-Nicolas.
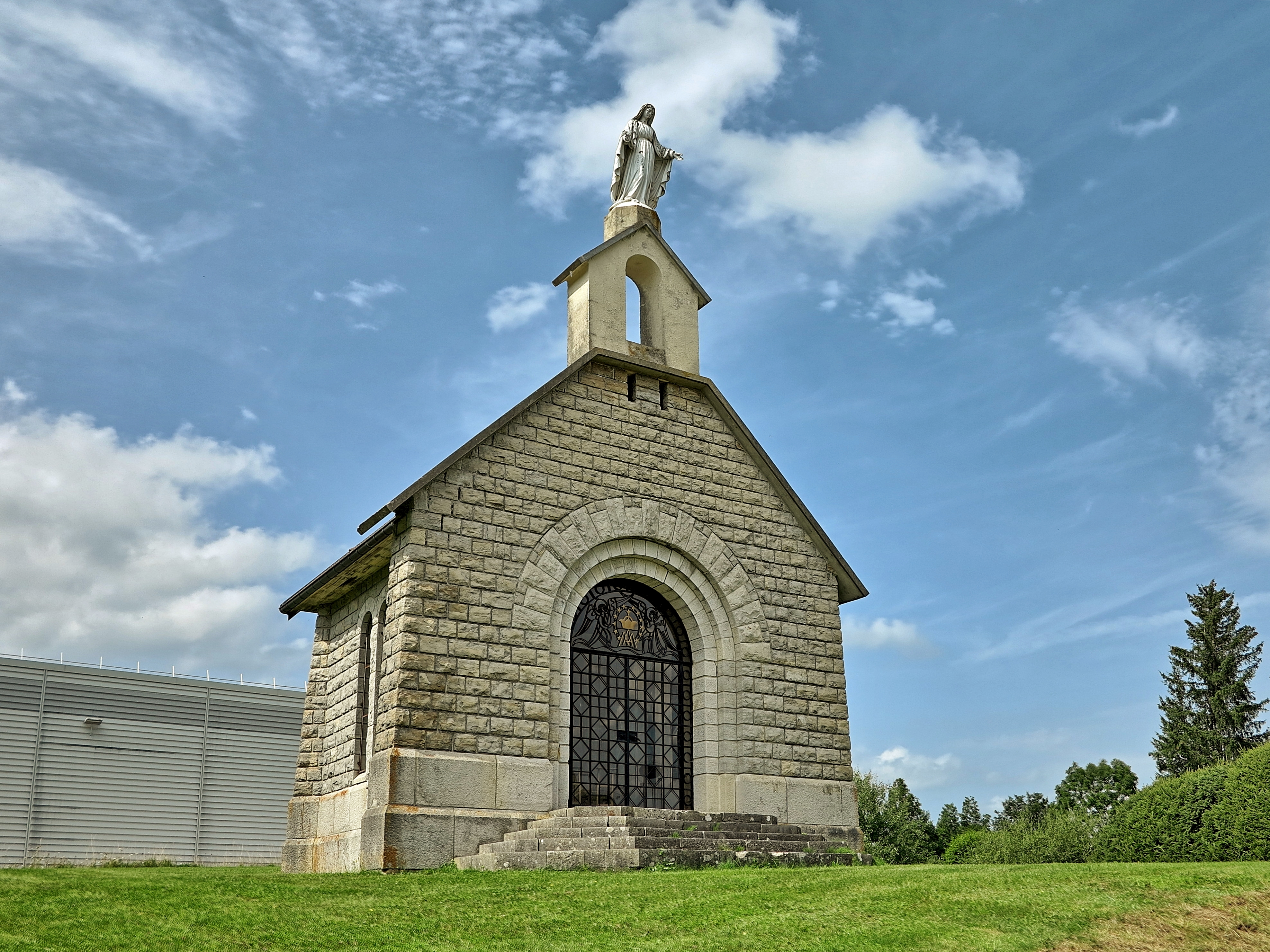
La chapelle Saint-Roch.
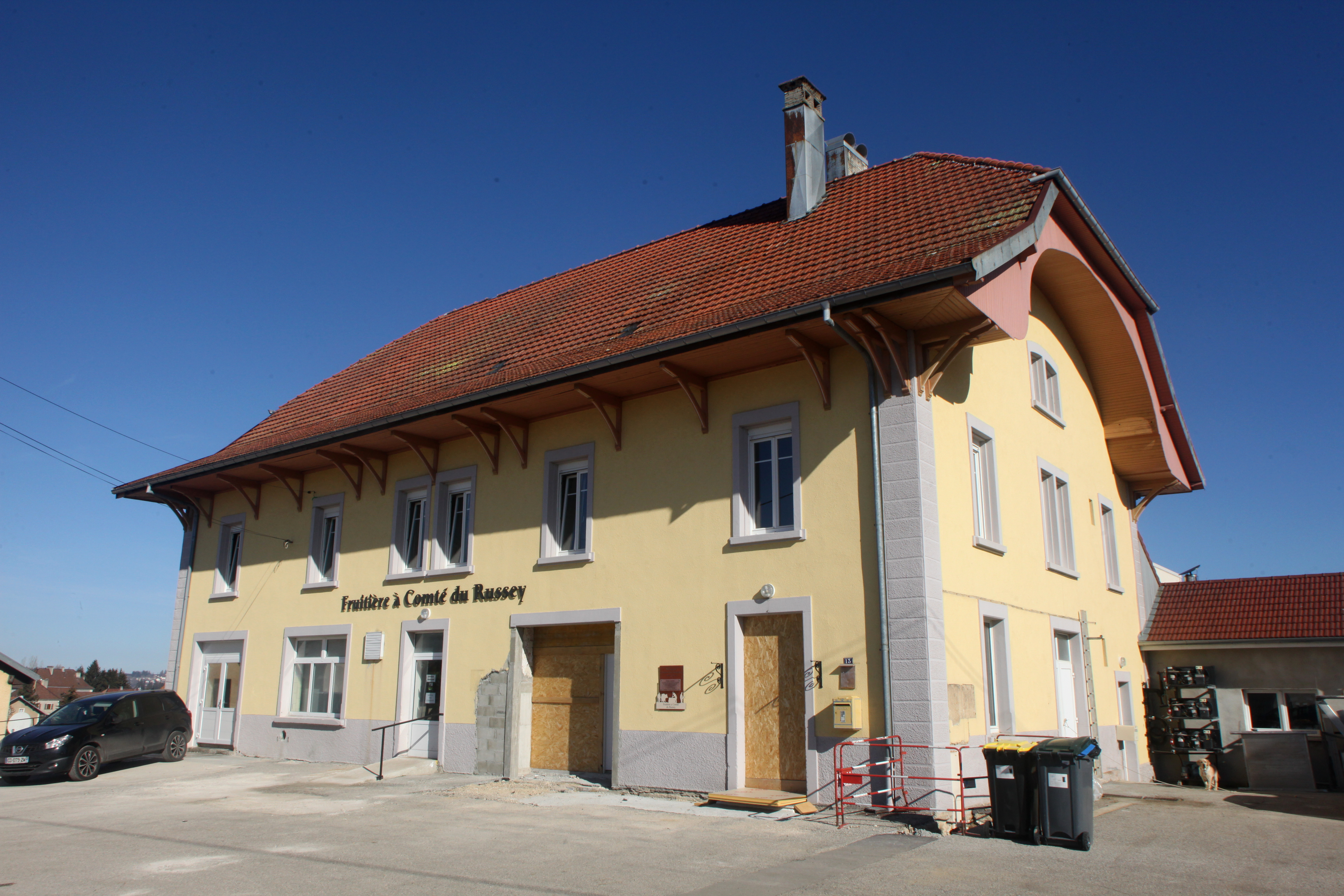
Fruitière.

## Personnalités liées à la commune
- Dominique Parrenin (1665-1741), prêtre missionnaire en Chine et géographe de l'empereur Kangxi.
- Joseph Féréol Vermot (1828-1893), fondateur de l'Almanach Vermot, y est né.
- Hippolyte Parrenin, (1851-1915), pionnier de l'industrie horlogère.
- Robert Schwint (1928-2011), homme politique français ayant commencé sa carrière d'instituteur au Russey.
- Roger Buliard (1909-1978) natif du Russey, prêtre missionnaire dans la région du  Nord canadien, auteur de plusieurs livres sur les Inuits.
- Damien Boiteux (1971-2013), natif du Russey, lieutenant du 4e régiment d'hélicoptères des forces spéciales, mort au combat le 11 janvier 2013, lors de l'Opération Serval au Mali.